# Catwoman

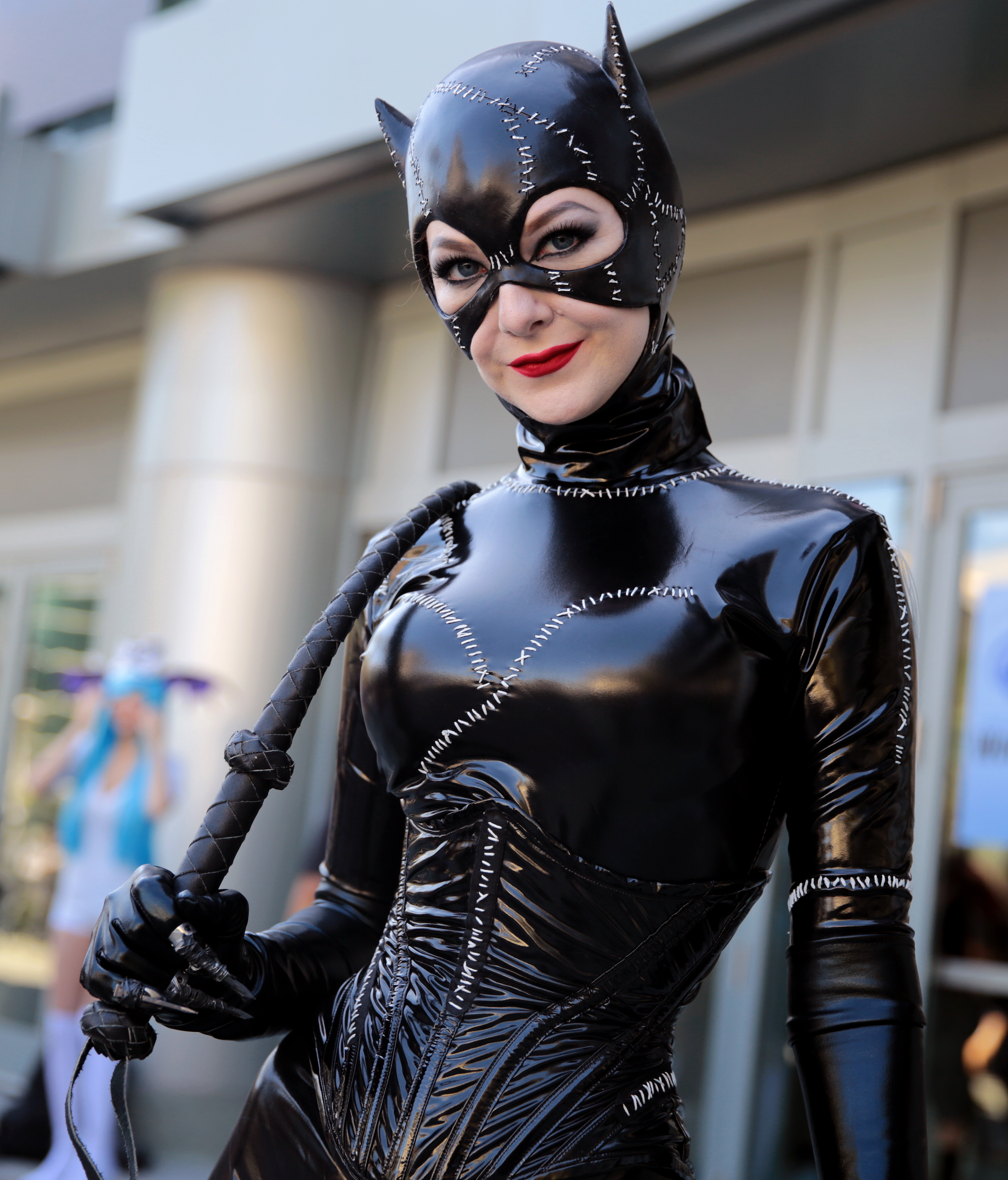
Catwoman-Cosplay (2017, Batman Returns-Version)

Catwoman (deutsch: „Katzenfrau“) (Selina Kyle) ist eine Comicfigur des amerikanischen Verlages DC Comics. Ihren ersten Auftritt hatte die von Bill Finger und Bob Kane geschaffene Figur im ersten Heft der Comicserie Batman im Jahr 1940.
Ursprünglich war Catwoman eine attraktive, schwarz gekleidete Diebin und Gegnerin Batmans, in späteren Comics hingegen entwickelte sich auch eine Liebesbeziehung mit Batman bzw. dessen wahrer Identität Bruce Wayne.
In diversen Realverfilmungen von Batman taucht Catwoman als Figur auf, unter anderem in der 1960er Fernsehserie (gespielt unter anderem von Eartha Kitt und Julie Newmar), in Batmans Rückkehr (gespielt von Michelle Pfeiffer) und in The Dark Knight Rises (gespielt von Anne Hathaway). 2004 spielte Halle Berry die Titelrolle in Catwoman, der allerdings nur lose auf den Comics basierte. In der Fernsehserie Gotham wurde Selina Kyle von der Schauspielerin Camren Bicondova verkörpert. Zuletzt spielte Zoë Kravitz die Rolle der Selina Kyle in dem Film The Batman.
Im auf der Fernsehserie basierenden Kinofilm „Batman hält die Welt in Atem“ von 1966 wurde Catwoman als „das Katzenweib“ konsequent eingedeutscht. Ebenso wie etwa der Riddler als „Rätselknacker“.

## Comics
Obwohl Catwoman ursprünglich als Gegnerin Batmans eingeführt wurde, ist sie nicht eindeutig gut oder böse, vielmehr verfolgt sie ihre eigenen moralischen Vorstellungen. Teilweise kämpft sie daher auch an Batmans Seite.
Zwischen Batman und Catwoman entwickelte sich in verschiedenen Geschichten auch ein Liebesverhältnis. In den 1970er Jahren gab es sogar eine auf Erde 2 im DC-Multiversum spielende Geschichte, in der Batman/Bruce Wayne und Catwoman/Selina Kyle heirateten und ein gemeinsames Kind bekamen. Bleibt der Ursprung von Catwoman in den frühen Comics unklar, wird in Frank Millers Batman: Year One Catwoman als ehemalige Prostituierte dargestellt, die für sich und eine Freundin durch Diebstähle ein besseres Leben abseits der Straße sichern will.

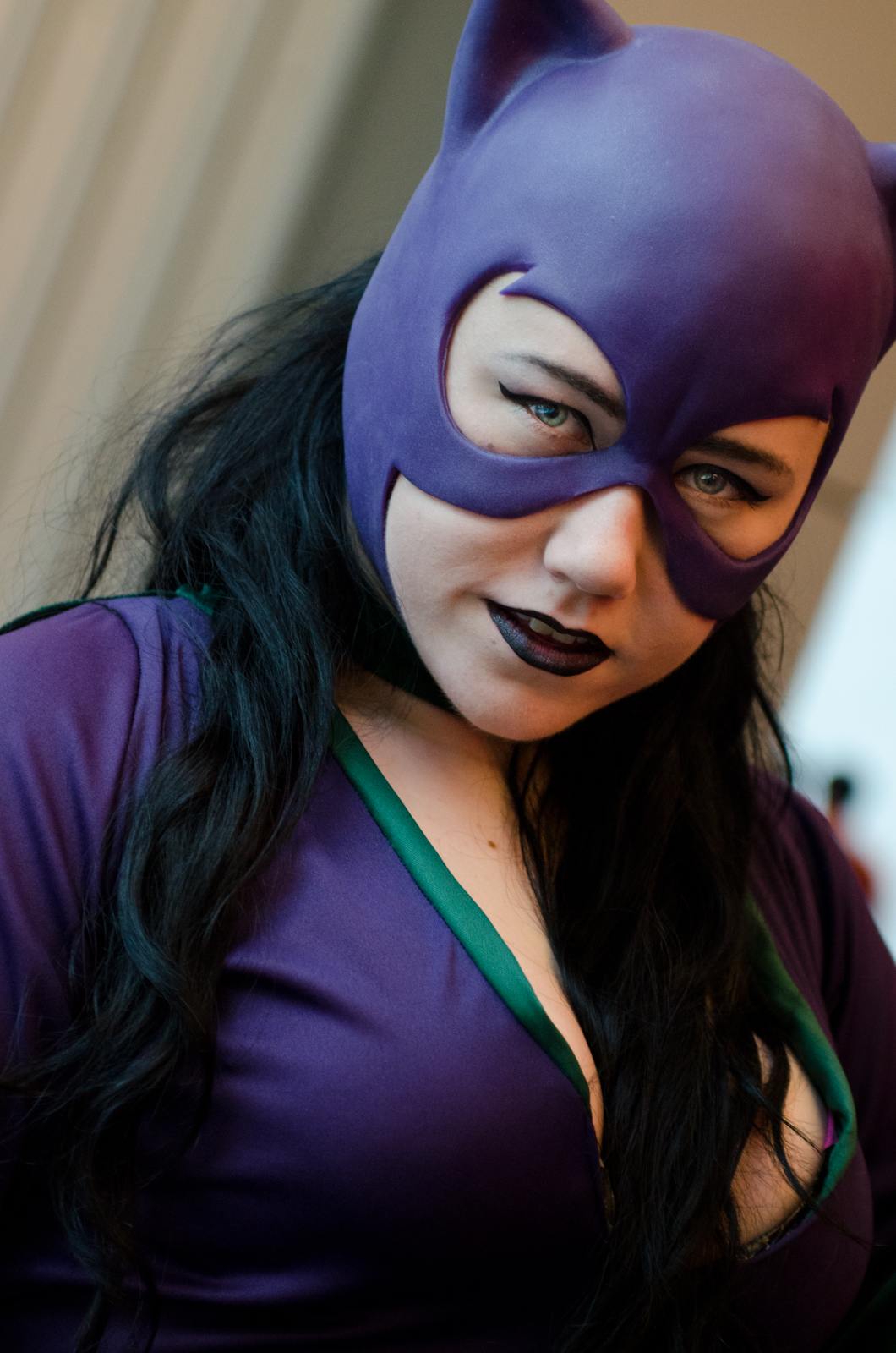
Catwoman-Cosplay (2013, 1990er-Comic-Version)

Bei ihrem ersten Auftritt 1940 (noch unter dem Namen „The Cat“) trug Catwoman eine Katzenmaske über dem Gesicht und ein normales Kleid. Später trug sie ein eng anliegendes Ganzkörperkostüm, dessen Maske Katzenohren hatte – diese Art Kleidungsstück wird nach ihr „Catsuit“ genannt.
Catwoman hatte verschiedene eigene Comicserien. In den 1990er Jahren wurde Catwoman als vollbusige Einzelkämpferin dargestellt, die aus purem Vergnügen stiehlt. In der aktuellen, seit 2001 laufenden Serie wird Catwoman eher als Superheldin gezeichnet, die zwar unabhängig von Batman agiert, aber durchaus Kontakte zu ihm unterhält.

## Charaktermerkmale
Selina Kyle wuchs in einem zerrütteten Elternhaus auf, und neben ihrer älteren Schwester Magdalena waren ihre einzigen Freunde die Katzen, die ihre Familie adoptiert hatte. Doch die beiden Schwestern schlugen unterschiedliche Wege ein: Während Magdalena Nonne wurde, rannte Selina mit fünfzehn von zuhause weg und landete schnell auf den Straßen von Gotham City.
Selina kam in ein Heim, wo sie jedoch die Hölle auf Erden durchmachte: Die sadistische Leiterin des Heimes quälte die Kinder, und die junge Selina wurde von ihr sogar fast getötet. Später konnte sie jedoch fliehen und schwor, sich nie wieder einsperren zu lassen, sondern ihr Leben stattdessen nach ihren eigenen Vorstellungen und Gesetzen zu gestalten.
Mit siebzehn fiel sie in die Hände eines Zuhälters namens Stan, der sie krankenhausreif schlug. Im Krankenhaus wurde ein Polizist namens Flannery auf sie aufmerksam, der dafür sorgte, dass sie von Ted Grant, alias Wildcat in verschiedenen Selbstverteidigungstechniken ausgebildet wurde.
Die Arbeit von Flannery und Grant wurde jedoch schon wenig später nahezu vollkommen zunichtegemacht, als Selina nach „Hause“ zurückkehrte und von Stan wieder in ihr altes Leben aus Verbrechen und Prostitution zurückgeholt wurde, aus dem sie sich nur mit Mühe wieder befreien konnte.
Während dieser Zeit entdeckte Selina auch ihr natürliches Geschick als Diebin. Sie war darin so erfolgreich, dass sie sich innerhalb kürzester Zeit in die High Society von Gotham „hocharbeiten“ konnte. Als Mitglied der reichen Oberschicht schloss die verführerische Schönheit „Freundschaft“ mit den reichsten und mächtigsten Männern Gothams, die später nicht selten ihre Opfer wurden.
Auf einer Millionärsparty lernte sie Bruce Wayne kennen, und die beiden merkten sofort, dass sie sich zueinander hingezogen fühlten. Unter anderen Umständen hätte aus dieser Beziehung vielleicht sogar etwas werden können, doch inspiriert durch das Erscheinen des geheimnisvollen Batman, entschloss sich Selina, als Catwoman ihre Beutezüge unter das Markenzeichen „Katze“ zu stellen. Sie legte sich ein ledernes Kostüm zu und rächte sich als erstes an Stan.
Das Zusammentreffen von Selina mit Batman war vorprogrammiert, doch obwohl auch zwischen den beiden Maskenträgern eine enorme Anziehungskraft herrschte, stand bisher immer das Gesetz zwischen ihnen. Während der Hush-Storyline offenbarte Batman Selina seine wahre Identität. Aber Batmans Misstrauen war zu hoch nach Tommy Eliotts Verrat, er konnte Selina/Catwoman nicht mehr komplett vertrauen.
Nach einer schmerzlichen Niederlage gegen Cyber-Cat offenbarte die sonst so sorglose und leichtfüßige Selina allerdings eine andere, härtere Seite: Sie streifte ihr gewohntes Kostüm ab und legte sich eine Metallrüstung zu, mit der sie in einem Rückkampf ihre gefährliche Gegnerin besiegen konnte. Inzwischen trägt sie jedoch wieder ihr altes Kostüm.
Während der „War Games“ verteidigte Selina einerseits ihr Revier, andererseits kümmerte sie sich um Spoiler, die das Gemetzel unter den Gangsterbossen mit verfolgte. Nachdem Selina erfahren hatte, dass Spoiler die „War Games“ in Gang gesetzt hatte, ließ sie Spoiler in der Obhut ihrer zwei Freundinnen. Selina selbst informierte Dr. Leslie Thompkins von Spoilers Rolle in dem blutigen Kampf in Gotham City, danach gelang es ihr, Philo Zeiss in einem Zweikampf zu besiegen. Nach den „War Games“ verteidigt sie ihr Viertel gegen die eindringenden Gangster, die unter Black Mask aktiv sind.
Obwohl Selina einen starken Willen besitzt und für gewöhnlich für sich bleibt, hat sie sich über die Jahre hinweg mehrerer junger Mädchen angenommen, von denen sie sich an sich selbst erinnert fühlt. Eines dieser Mädchen, Holly, hatte früher gemeinsam mit Selina für Stan gearbeitet. Selina übergab sie bald in die Obhut ihrer Schwester Magdalena. Später heiratete Holly und zog nach New Jersey, doch ihre kriminelle Vergangenheit holte sie schließlich ein und brachte ihr den Tod. Daraufhin rächte Selina ihren Tod. Später nahm sie sich der jungen Ausreißerin Arizona an und versuchte wie bereits bei Holly, ihr dabei zu helfen, sich ein neues Leben aufzubauen.
Ein besonderes Herz hat Selina auch nach wie vor für Katzen. Als sie einmal eine Katze aus dem Tierheim holen wollte, taten ihr die anderen Katzen so leid, dass sie sie kurzerhand ebenfalls mitnahm. Später kamen auch noch ein paar Streuner hinzu, und so gehen bei ihr mittlerweile mindestens neunzehn Katzen ein und aus.

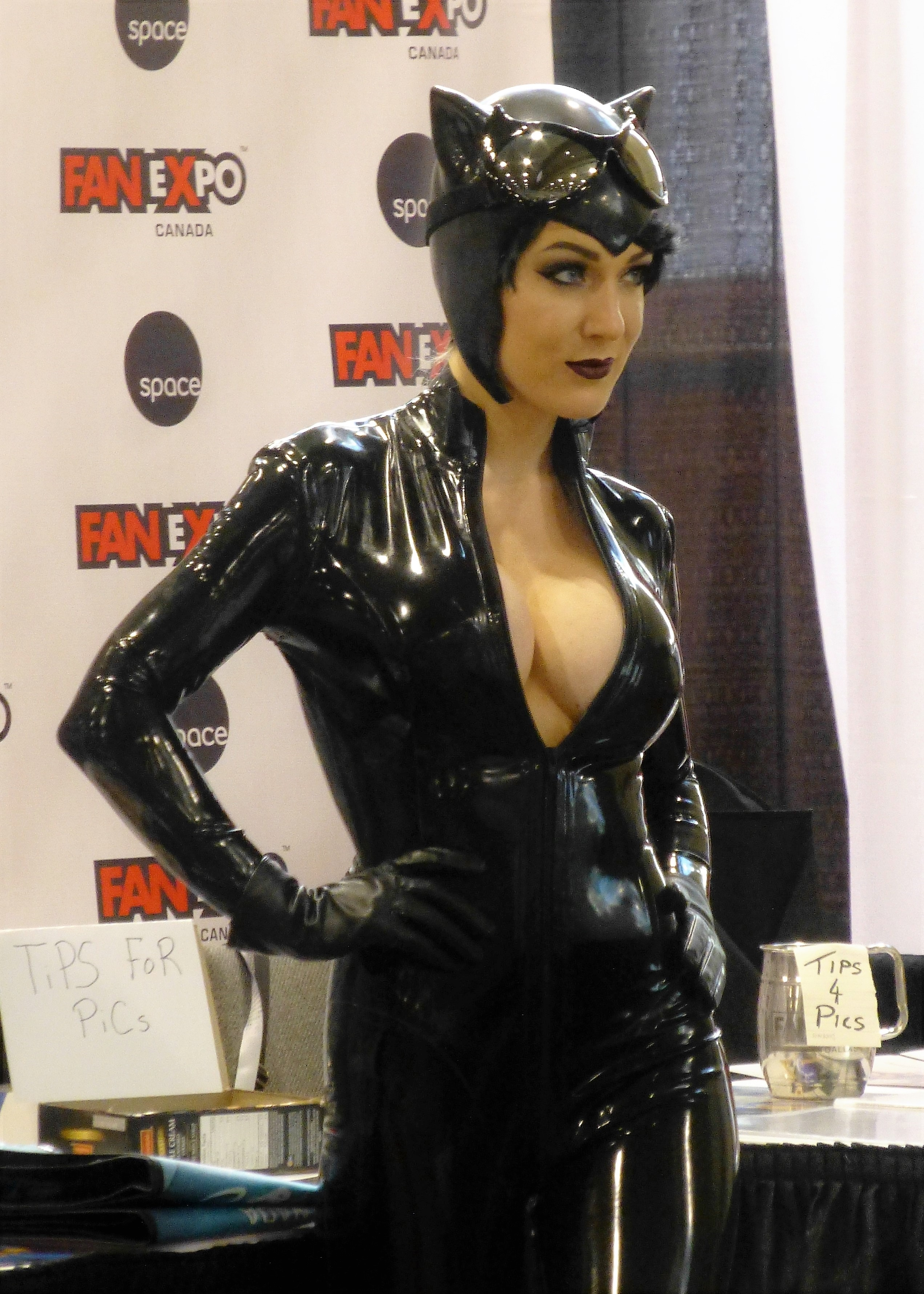
Catwoman-Cosplay (2016, moderne Comic-Version)

Catwoman ist eine Vollblutdiebin, immer auf ihren eigenen Vorteil und ein gefülltes Bankkonto bedacht, aber noch mehr genießt sie den Nervenkitzel des aufregenden Katz-und-Maus-Spieles mit Batman und der Polizei und ihr freies Leben, das sie nach ihren eigenen Regeln gestaltet. Allerdings hat Catwoman auch ihre guten Seiten: Sie hasst es, jemanden zu verletzen, und hat ein Herz für Arme, Kranke und Schwache. Nicht selten kommt es vor, dass sie sich in Krisensituationen auf die Seite Batmans schlägt. Als die Seuche in Gotham wütete, half sie Batman und seinen Verbündeten Robin, Azrael und Nightwing sogar bei der Suche nach einem Gegenmittel. Seit jeher balanciert sie so auf dem schmalen Grat zwischen „gut“ und „böse“.
Das aktuelle Heft der Batman-Comicreihe in der DC-Rebirth-Ära (Batman #12, April 2018) endet mit einer Szene, in der Batman Catwoman erzählt, dass er den Diamanten, den sie bei ihrer ersten Begegnung stehlen wollte, gekauft hat und seit Jahren als Andenken an sie behalten hat. Auf der letzten Seite des Hefts nimmt Batman seine Maske ab und macht der völlig überrumpelten Selina, die ebenfalls ihre Maske abgenommen hat, im strömenden Regen auf einem Dach in Gotham City einen Heiratsantrag.
In der US-Ausgabe von Batman #32 nimmt Selina schließlich den Antrag an.

## Fernseh- und Filmadaptionen des Stoffes
In der Batman-Fernsehserie und dem Film Batman hält die Welt in Atem der 1960er Jahre wurde Catwoman von Schauspielerinnen wie Julie Newmar, Lee Meriwether und Eartha Kitt verkörpert.
In Batmans Rückkehr von 1992 ließ der Regisseur Tim Burton die Schauspielerin Michelle Pfeiffer in der Rolle der „feline fatal“ auftreten. In dieser Version des Stoffes ist Selina Kyle eine Sekretärin, die nach einem Mordanschlag ihres Chefs, des Industriellen Max Schreck, dessen dubiose Machenschaften sie entdeckt, von Katzen wieder ins Leben zurückgeholt wird und hiernach die Identität der Catwoman annimmt. In dem Film ist sie weniger eine Diebin, sondern sinnt viel mehr auf Rache an ihrem Chef und sieht Batman dabei zunächst als Hindernis. Nach einem brutalen Kampf, in dem Batman sie in Notwehr mit Säure angegriffen und von einem Dach geworfen hat, will sie auch diesen vernichten, wofür sie sich mit dem Pinguin zusammentut. Letztendlich entwickelt sie aber starke Züge der ursprünglichen Catwoman und macht mit Batman gemeinsame Sache, um den Pinguin aufzuhalten.
In Batman: The Animated Series nimmt Catwoman ihre alte Rolle als Diebin ein, die sich sehr für den Tierschutz einsetzt. Batman und Catwoman kennen gegenseitig ihre Identität und wären ein Paar, wenn nicht das Gesetz zwischen ihnen wäre; trotzdem arbeiteten sie ab und zu zusammen. Unterstützt wird sie hier bei ihren Raubzügen von einer zahmen Katze namens Isis. In der letzten Folge der Serie gab es sogar ein Team-up von Catwoman und Batgirl.
Der 2004 erschienene Catwoman-Film mit Halle Berry in der Hauptrolle basierte nur lose auf den Comics. Statt Selina Kyle hieß Catwoman in diesem Film Patience Phillips und hatte übernatürliche Katzenkräfte.
Im Jahr 2011 erschien als Prequel zu BatfXXX: Dark Night Parody die US-amerikanische Porno-Parodie Katwoman XXX, die sich in freier Form beim Original bedient. Die Pornoindustrie würdigte die Qualität des Streifens im Jahr 2012 mit Nominierungen für den AVN Award und den XBIZ Award. Als Darsteller waren u. a. Kagney Linn Karter und Andy San Dimas sowie Evan Stone beteiligt.
Im dritten von Christopher Nolan produzierten Batman-Film The Dark Knight Rises übernahm Anne Hathaway die Rolle von Catwoman. Der Film lief am 26. Juli 2012 in den deutschen Kinos an.
Selina Kyle ist auch eine der Hauptpersonen in der Fernsehserie Gotham, wo sie von der Schauspielerin und Tänzerin Camren Bicondova verkörpert wird. Selina Kyle wurde von ihrer Mutter in Gotham zurückgelassen, als sie fünf Jahre alt war und kämpft seitdem jeden Tag auf den Straßen von Gotham ums Überleben. Sie ist noch Teenager und eine außergewöhnlich gute Diebin. Weil sie Eigenschaften einer Katze besitzt und eine starke Vorliebe für diese Tiere pflegt, wird sie von den meisten „Cat“ genannt. Selina ist durchtrieben, gerissen und hinterlistig, aber dennoch sehr loyal zu den Menschen die ihr nahe stehen, wie zum Beispiel der Obdachlosen Ivy Peppers. Im Alter von 13 Jahren wird sie Augenzeugin des Mordes an Thomas und Martha Wayne, der gleichaltrige Bruce Wayne ist in der besagten Mordnacht dabei. Als wichtige Zeugin bewohnt sie für kurze Zeit das Wayne Manor und der junge Bruce war ihr schon vom ersten Augenblick verfallen. Beide entwickeln mit der Zeit, in der sie älter werden, eine Hass-Liebe füreinander. Im Alter zwischen 15 und 16 wird Selina aus einem Fenster gestoßen, was zu ihrem Tod führte. Ihr Körper wurde von mehreren Katzen umkreist, bevor Polizisten sie fanden und ins Krankenhaus brachten. Ihre Freundin Poison Ivy auferweckt sie mit einer selbst gezüchteten Pflanze. Zwischen 16 und 17 Jahren wird Selina immer mehr zu ihrem Alter Ego Catwoman. Die Serie läuft seit dem 22. September 2014 auf dem US-Sender Fox, und in Deutschland im Free-TV seit dem 10. Februar 2015 bei ProSieben.
Zuletzt wurde Selina Kyle in dem Kinofilm The Batman aus dem Jahr 2022 von Zoë Kravitz gespielt, die zuvor bereits in dem Film The Lego Batman Movie Catwoman ihre Stimme lieh. Wie in den Comics ist sie hier die uneheliche Tochter des Mafioso Carmine Falcone. Zu Beginn der Handlung des Filmes hatte sie sich bereits in die vom Pinguin betriebene Iceberg Lounch eingeschleust, um ihrer Freundin Annika zu helfen und von Falcone die Unterstützung einzufordern, die ihr als seine Tochter zusteht. Nach Annikas Verschwinden kooperiert sie mit zunächst mit Batman, welcher die Ermordung des Bürgermeisters sowie die Korruption in Gotham City aufklären will. Nach kurzer Zeit beendet sie die Zusammenarbeit, nimmt bald darauf jedoch wieder Kontakt zu Batman auf. In der Zwischenzeit hat sich eine Liebesbeziehung zwischen den beiden entwickelt. Als Annika von Falcone ermordet wird, will Selina sowohl für ihre Mutter als auch für Annika Rache an ihrem Vater nehmen, Batman kann sie jedoch überzeugen davon abzulassen. Fortan ist sie Batmans Verbündete.

## Verbündete
Auf Grund ihrer kriminellen Vergangenheit hat Catwoman viele verlässliche Quellen und Beziehungen in der Unterwelt. Allerdings hält sie sich von wirklich schweren Verbrechern und Mördern (u. a. Two-Face und Joker) meistens fern. Catwoman gilt unter Schmugglern und Hehlern als sehr zuverlässig, solange man ihre Spielregeln akzeptiert.

### Pinguin
Nicht nur im Kinofilm Batmans Rückkehr traten Catwoman und der Pinguin gemeinsam gegen Batman an, auch in den Comics der 1960er und 1970er Jahre arbeiteten Catwoman und der hinterhältige Vogel zusammen. In den späteren Jahren war der Pinguin Selinas wichtigster Kunde, da er neben anderen Verbrechen ihr wichtigster Hehler für Diebesgut war. Die beiden verstehen sich aus mehreren Gründen besonders gut: Zum einen weil beide eine Schwäche für Tiere haben, zum anderen weil der Pinguin einer der wenigen Verbrecher mit Klasse und Bildung ist. In manchen Versionen sieht Selina in Pinguin so etwas wie einen kauzigen Onkel, den sie selbst nie hatte und stellt sich blind gegenüber seiner Fehler.
In modernen Comics benutzt Pinguin Selina hin und wieder für seine Intrigen um die Kontrolle der Gotham Unterwelt und nimmt dabei den möglichen Tod von ihr in Kauf.

### Poison Ivy und Harley Quinn
In der DC Reihe „Gotham City Sirens“ arbeitet Catwoman mit Poison Ivy und Harley Quinn zusammen. Sie kämpfen unter anderem gegen den Joker und den Riddler. Natürlich gab es besonders dadurch Probleme, dass Catwoman guten Kontakt zur Bat-Familie hat. Die Beziehung der Drei ist deshalb so stark, weil sie in der harten Männerwelt Gotham zu überleben versuchen.

### Batman
Zwischen Batman und Catwoman besteht lange Zeit eine Art Hassliebe. Batman fühlt sich verpflichtet Catwoman zu fangen, die wieder findet die nächtliche Jagd zwischen ihr und Batman aufregend bis zum Nervenkitzel, da Batman sich von ihr nicht so leicht manipulieren lässt wie es die gewöhnlichen Polizei tut. Dabei erweist sich Selina als sehr einfallsreich wenn es um ihr Entkommen geht. Allerdings fühlen sich beide auch voneinander angezogen. Seit dem Rebirth ist klar, dass Batman Catwoman seit langer Zeit liebt und sie als die einzige Frau ansieht, mit der er zusammen sein kann. Batman geht sogar so weit ihr einen Heiratsantrag zu machen.

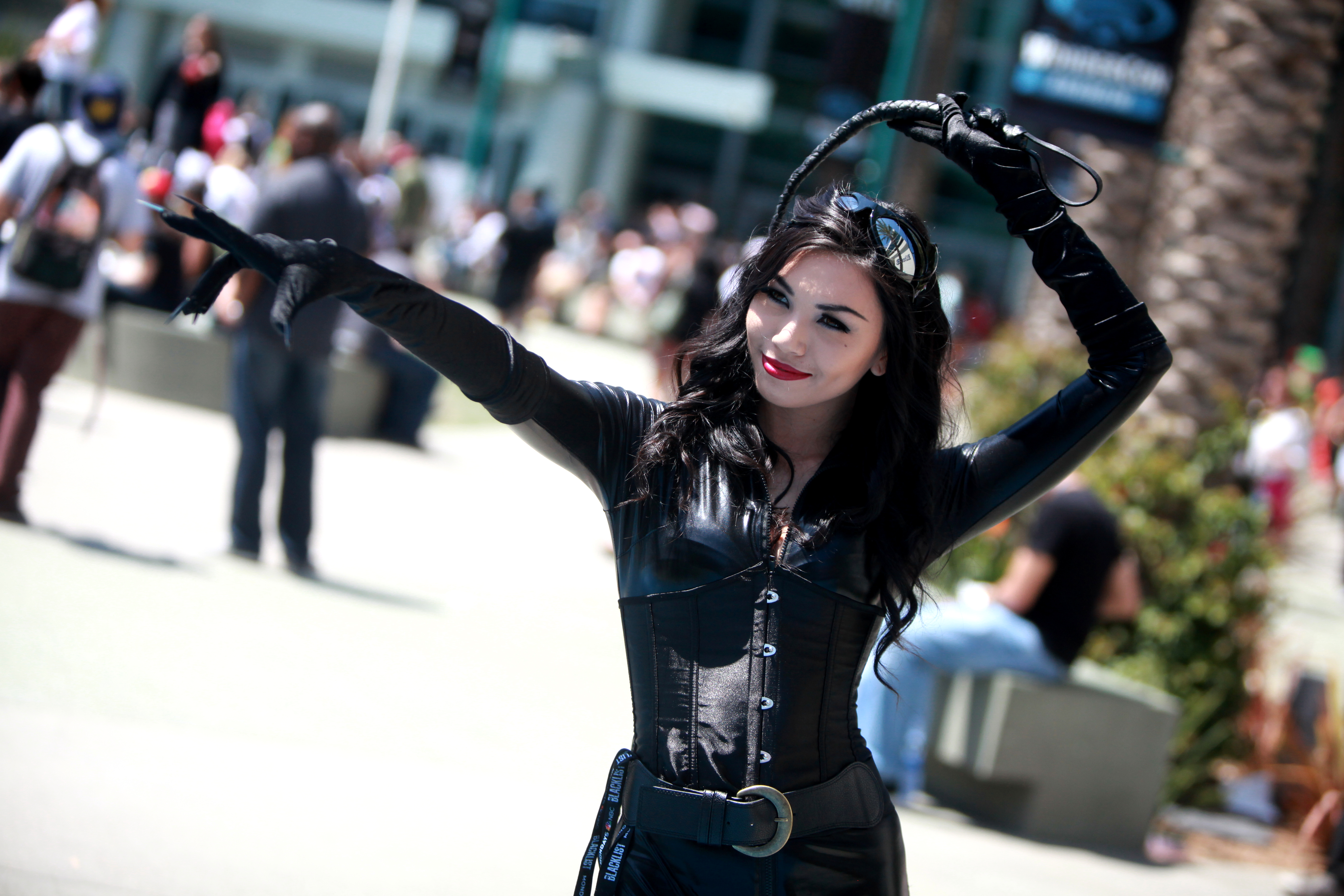
Catwoman-Cosplay (2014, moderne Comic-Version)

## Gegner
Zu Catwomans Gegenspielern in den Comics zählen der südamerikanische Killer Guillermo, die Nachahmerinnen She-Cat und Cyber-Cat, die Magierin Zephyr, der rivalisierende Dieb Slyfox, der Geschäftsmann Selkirk und der Attentäter Hellhound. Auch Batman ist ihr Gegner, allerdings nimmt sie es meistens mit Sportsgeist, wenn er sie besiegt und ihre „Beute“ zurückfordert.

### Cyber-Cat
Cyber-Cat, alias Christina Chiles, ist eine mit Catwoman konkurrierende Diebin, die erstmals in Catwoman #42 vom Februar 1997 (Autor: Doug Moench, Zeichner: Jim Balent) auftaucht. Sie trägt eine kybernetische Kampfrüstung, die sie einer robotischen Katze ähneln lässt. In den nachfolgenden Ausgaben (#42–50) wetteifert Cyber-Cat mit Catwoman um ein kostbares Artefakt, das beide in ihren Besitz bringen wollen und versucht mehrfach die Rivalin zu töten.

### Guillermo
Guillermo ist ein Killer, der erstmals in Catwoman #1 vom Oktober 1993 (Autorin: Jo Duffy; Zeichner: Jim Balent) auftaucht. Hier wird er als ein Berufsattentäter von der fiktiven Karibikinsel Santa Prisca vorgestellt, der mit dem Auftrag nach Gotham City kommt, den von Santa Prisca stammenden Terroristen Bane zu töten. Um Guillermo von Bane abzulenken verbreiten Banes Helfer das Gerücht, dass Catwoman eine Komplizin und die Geliebte von Bane sei und der Weg zu Bane über sie führe. Guillermo unternimmt daraufhin mehrere Mordanschläge auf die Katzenfrau. Dabei wird unter anderem Catwomans Freundin Arizona getötet und ihr Apartment zerstört. Guillermo stirbt bald darauf, in seine Heimat zurückgekehrt, bei einem anderen Attentat, als sein potentielles Opfer, der Diktator El Jefe de Pais, ihn ersticht (Catwoman #4).

### Hellhound
Hellhound war Catwomans Erzfeind in den Catwoman-Geschichten der 1990er Jahre. Hinter Hellhound, der in Catwoman Annual # 2 (Autor: Chuck Dixon, Zeichner: Jim Balent) von 1995 debütierte, verbirgt sich Kai – ein asiatisch-stämmiger Mann der in der China-Town von Catwomans Heimat Gotham City aufwuchs.
Die jugendliche Selina Kyle machte sich in Kai, wie sie ein Kampfsportler, Dieb und Einbrecher, bereits lange bevor sie zu Catwoman wurde, einen Feind fürs Leben, als sie ihn in einem Kampf in der Kampfsportschule, die sie beide besuchten, vor den Augen ihres gemeinsamen Lehrers, einem alten Asiaten, besiegte. Die Blamage, vor seinem Lehrer von einem Mädchen besiegt worden zu sein ließ Kai einen tiefen Hass auf Selina entwickeln, der noch verschärft wurde, als er aus einem zweiten Kampf mit ihr entstellende Kratznarben im Gesicht davontrug. Als Selina zu Catwoman wurde, entwickelte Kai die Doppelidentität des Hellhound, unter der er als Söldner tätig wurde. Den Hund als Symboltier wählte er dabei bewusst, als dem nach volkstümlicher Vorstellung „geborenen Feind“ und „natürlichen Antagonisten“ der Katze. Trotz ihrer beiderseitigen Abneigung arbeiteten beide sogar einmal grollend zusammen, als sie im Auftrag des reichen Geschäftsmannes „Collector“ ein kostbares Relikt namens „Rad der Seuchen“ suchten und sich mit arabischen Terroristen anlegten (Catwoman #33–36). Verschiedene weitere demütigende Niederlagen, die Kai bei seinen Versuchen, sich an Selina zu rächen und sie zu töten, verschärften Kais Hass auf Catwoman noch weiter, während sie umgekehrt ihre Siege über ihn stets mit hämischer Genugtuung auskostete. Hellhound arbeitete später für den Drogenboss Jackie Pamerjanian aus Rheelasien, konnte die Zerstörung von dessen Hanffeldern durch die US-Regierung aber nicht verhindern. Kai wurde schließlich, als Leibwächter des Gangsters Lew Moxon arbeitend, bei einem Treffen der Führer der Unterwelt von Gotham, dass zu einer unkontrollierten Schießerei eskalierte, getötet (10 Cent Adventure).

### She-Cat
She-Cat ist eine Nachahmerin von Catwoman, die wie diese ein Katzenkostüm trägt und Juwelen und andere Kostbarkeiten stiehlt. Sie wird erstmals in Catwoman #41 von Januar 1996 (Autor: Doug Moench, Zeichner: Jim Balent) vorgestellt.

### Slyfox
Slyfox (deutsch „gerissener Fuchs“) ist ein Dieb und Tüftler, der erstmals in Catwoman #28 (Autor: Chuck Dixon, Zeichner: Jim Balent) auftaucht. Im Laufe der Serie arbeitet er Mal als Komplize mit Catwoman, mal wetteifert er als Konkurrent mit ihr um wertvolle Gegenstände, die es zu stehlen gilt (Catwoman #28–30). Daneben wetteifert er auch vereinzelt mit Batmans Assistenten Robin (Robin #38–39) und mit Nightwing (Nightwing #1.000.000).

### Tracker
Tracker (deutsch „Zurstreckebringer“) ist ein Söldner der erstmals in Catwoman #32 von 1996 auftaucht (Autor: Chuck Dixon; Zeichner: Jim Balent). Tracker, dessen wahrer Name unenthüllt bleibt, ist ein Mann der sich darauf spezialisiert hat, verschwundene Menschen gegen ein Kopfgeld ausfindig zu machen und zu töten oder einzubringen. Seit er einmal auf Catwoman angesetzt wurde – und von dieser blamabel vorgeführt – hegt er eine ausgeprägte Abneigung gegen die Katzenfrau, mit der er noch mehrfach aufeinandertrifft – entweder um sie selbst zu fangen oder um mit ihr um dieselbe Beute zu wetteifern.

### Zephyr
Zephyr ist eine mit Catwoman konkurrierende Diebin, die erstmals in Catwoman #8 vom April 1994 (Autorin: Jo Duffy; Zeichner: Jim Balent) vorgestellt wird.